# Хижак Роман Степанович
Роман Степанович Хижак (рос. Роман Степанович Хижак; нар. 26 вересня 1950, Судова Вишня, Львівська область — пом. 9 грудня 1992, там само) — радянський футболіст. Нападник, відомий виступами за «Карпати» (Львів). Входить до десятки найкращих бомбардирів в історії «Карпат». Також грав у клубах СКА (Львів), «Металіст» (Харків), «Автомобіліст» (Львів). Виступав за молодіжну збірну СРСР.

## Кар'єра
Вихованець львівського футболу. У 1971 — 1976 роках провів 109 ігор і забив 32 м'ячі за «Карпати» (Львів) у чемпіонатах СРСР. Разом з командою добився найвищого місця за історію клубу в чемпіонаті СРСР — четверті місця в сезонах 1976 (весна) і 1976 (осінь).
Не будучи наділеним видатними фізичними даними, володів феноменальною технікою. Тим, хто мав нагоду спостерігати гру Хижака, цей гравець запам’ятався не лише голами, а й парадоксальними фінтами, створенням на полі нестандартних ситуацій, – зокрема, обводокою на маленькій ділянці багатьох суперників.
У Судовій Вишні з 1996 року проводять щорічний турнір пам'яті Романа Хижака серед юнацьких команд.